# Instituto de Física dos Materiais da Universidade do Porto

Logótipo do IFIMUP

O Instituto de Física de Materiais Avançados, Nanotecnologia e Fotónica da Universidade do Porto (IFIMUP), anteriormente Instituto de Física dos Materiais da Universidade do Porto (IFIMUP) no Porto, Portugal, é um instituto de investigação científica dedicado ao estudo da Física aplicada e está localizado no campus da Faculdade de Ciências da Universidade do Porto, Portugal. O IFIMUP lidera Laboratório Associado LaPMET (Laboratório de Física de Materiais e Tecnologias Emergentes) que integra o Centro de Física da Universidade do Minho e do Porto (CF-UM-UP) e o Centro de Física e Engenharia de Materiais Avançados (CEFEMA).

## História
O Instituto de Física dos Materiais da Universidade do Porto (IFIMUP) com sede no Porto, Portugal, nasceu no âmbito do Programa Mobilizador para a Ciência e a Tecnologia, a  Junta Nacional de Investigação Científica e Tecnológica (JNICT) de 1987. A proposta então apresentada foi considerada de alto mérito para o País, tendo reuniões posteriores com o então Reitor da Universidade do Porto (Professor Doutor Alberto Amaral) e o Presidente da JNICT (Professor Doutor Mariano Gago) transformado o projecto inicial na criação do Instituto com regência na Reitoria da Universidade do Porto e um Conselho Internacional. Desde cedo o IFIMUP se comprometeu com as áreas da Microtecnologia e Nanotecnologia, tendo sido um dos grandes impulsionadores da sua implementação na Universidade do Porto e do programa NANUP da Reitoria da Universidade do Porto de 2004. No seguimento destes esforços, o IFIMUP co-fundou o Laboratório Associado em Nanociência e Nanotecnologia (IN), juntamente com o INESC-MN e o CQFM e foi uma das instituições que dinamizou o estabelecimento de um protocolo com o Instituto Ibérico de Nanotecnologia [] (INL) agregando outros centros de investigação da Universidade do Porto. Finalmente, em 2012, o IFIMUP dinamizou juntamente com o INESC-Tec a criação de uma Sala Limpa na Universidade do Porto. Destes esforços resultou o projecto: Reforço e Requalificação da Infra-Estrutura de Micro/Nanofabricação da Universidade do Porto”, QREN-Norte (ON.2) - Refª NORTE-07-0162-FEDER-000036. Este projecto foi co-financiado com fundos europeus e institucionalizado através da Reitoria da Universidade do Porto e do CEMUP. A inauguração desta nova estrutura realizou-se a 12 de Junho de 2013. Desde 2018 o IFIMUP lidera Laboratório Associado LaPMET (Laboratório de Física de Materiais e Tecnologias Emergentes) que integra o Centro de Física da Universidade do Minho e do Porto (CF-UM-UP) e o Centro de Física e Engenharia de Materiais Avançados (CEFEMA)

## Investigação
O IFIMUP tem uma longa tradição e é internacionalmente reconhecido pela investigação fundamental que desenvolve na Física de novos materiais com elevado impacto científico e tecnológico, através da caracterização detalhada, precisa e sistemática de um largo conjunto de propriedades físicas quando vários estímulos externos, como a temperatura, o campo magnético e/ou o campo eléctricos,  são variados ao longo de intervalos extensos.
As linhas de investigação mais tradicionais no IFIMUP são:
- Materiais Magnéticos
- Materiais Magnetoeléctricos
- Óxidos de Magnetoresistência Colossal

Na última década o IFIMUP tem dedicado uma parte extensa da sua investigação à Nanotecnologia, nomeadamente através de:
- Nanofabricação de nanofios, nanotubos e nanogranulares baseada em templates  naturais;
- Deposição de filmes finos nanoestruturados; Estudo das propriedades de transporte de filmes finos multicamada, como válvulas de spin e junções de efeito-túnel.
- Materiais nanoestratificados que possuem efeitos magnetocalórico e magnetoestritivos gigantes.

A constituição do Instituto de Nanociência e Nanotecnologia (IN), que o IFIMUP ajudou a fundar, permitiu que uma nova linha de Investigação na área da Fotónica e Óptica Quântica surgisse no IFIMUP. Esta linha tem um interesse muito directo nas nanotecnologias e nanofísica e tem um papel muito activo no ramo da física teórica dedicada aos nanomateriais, nanopartículas e nanoestructuras.

## Técnicas de caracterização de materiais
A Investigação no IFIMUP é suportada por um conjunto diversificado de técnicas experimentais, como por exemplo:
- Resistência eléctrica em função da temperatura ( 7 - 320 K)
- Magnetoresistência eléctrica ( 7 - 320K ; 0 - 1 Tesla)
- Poder Termoeléctrico ( 7 - 320K ; 0 - 1T)
- Efeito Hall ( 7 - 320K ; 0 - 1T)
- Calorimetria diferencial por varrimento;
- Efeito magnetocalórico ( 4.2 - 370K ; 0 - 5T)
- Momento magnético, magnetização, susceptibilidade e ciclos histeréticos ( 4.2 - 370K ; 0 - 5T)
- Susceptibilidade eléctrica complexa;
- Efeito piroeléctrico;
- Ciclos Eléctricos histeréticos;
- Ressonância Piezoeléctrica;
- Magneto-óptica ( 77 - 300K ; 0 - 0.2T)
- Imagiologia magnética ( 0 - 0.2T)

## Direcção
- Prof. Dr. João Pedro Esteves Araújo (2015-)
- Dr. João Ventura (Presidente; 2012-2015)
- Prof. Dr. João Pedro Araújo (Vice-Presidente; 2012-)
- Prof. Dr. David Schmool (Vice-Presidente; 2012-)

- Prof. Dr. João Pedro Araújo (Presidente; 2007-2012)
- Prof. Dr. João Bessa Sousa (Presidente; 2002-2007)